# Castrul roman de la Islaz (1, 2, 3)

## Descrierea și Istoricul Cercetărilor
În apropierea satului Islaz au fost semnalate trei tabere, două de-a lungul Dunării și una  pe malul Oltului, dintre care Dunărea a distrus în întregime una. Un castru cu incinta construită  în piatră, descrisă în punctul „Cetatea Racovița”, care se află la nord-est de amplasamentul  modern. 
Deși pare să fie din epoca Traiană, lipsesc câteva detalii. S-a menținut doar colțul de nord-vest pe o suprafață de 75 x 105 m, care era dotat cu val și șanț de apărare. Au fost  descoperite cărămizi romane și fragmente de ceramică. Cetatea, care a fost aproape total distrusă  de eroziune, și cimitirul satului nu au lăsat vestigii identificabile la suprafață.
O fortificație a fost descrisă la vărsarea Oltului în Dunăre în punctul „Cetatea Verde”, la sud-vest de Izlaz, pe o insulă din Dunăre, la apox 1 km N de aceasta (galben). O bună parte din  insulă a fost distrusă de cursul râului. A. T. Laurian a făcut câteva observații în 1876, când se  vedeau trei șanțuri și trei valuri, indicând o tabără de 120x340 m. S-au scos la suprafață sarcofage de piatră și monede datate în vremea din perioada lui Septimius Severus și un sestertius din vremea lui Traian. 
Mai multe sondaje au fost efectuate în 177, iar clădiri asociate coloniei romane au fost descoperite. Potrivit Ioanei Bogdan-Cătăniciu, a fost înființat în timpul domniei lui Hadrian. 
Cea de-a treia cetate menționată de Laurian și Bolliac cu dimensiunile de 95 x 122 m a fost demolată în întregime, din ea îndepărtându-se o considerabilă cantitate de cărămidă romană. Este de imaginat că este punctul de Islaz-Ostrovu (verde) ce apare pe planurile directoare de tragere ca Ostrovul Verde/Ostrovul Calnovăț. 